# Kosmos 670
Kosmos 670 (ryska: Космос-670) var en obemannad testflygning i Sovjetunionens Sojuzprogram. Farkosten sköts upp från Kosmodromen i Bajkonur den 6 augusti 1974 med en Sojuz-raket.
Flygningen gjordes för att testa en ny variant av Sojuz kallad Sojuz 7K-S. Farkosten återinträdde i jordens atmosfär och landade i Sovjetunionen tre dagar efter uppskjutningen.